# Spielwies’n
Die Spielwiesn ist eine jährlich veranstaltete Verbrauchermesse und Spielfest für Brett- und Gesellschaftsspiele in Augsburg. Sie wurde erstmals 1991 in München veranstaltet und findet jetzt immer an einem Wochenende im November statt. Mit über 55.000 Besuchern (2011) ist sie neben dem Spielefest in Wien eine der größten Spieleveranstaltungen im deutschsprachigen Raum. 

## Entwicklung
Seit 2023 findet die Spielwiesn auf dem Messegelände in Augsburg statt. Als Hauptgrund für den Umzug nannten die Veranstalter die Kosten in München.
Im Zentrum des Besucherinteresses steht die Möglichkeit, Neuheiten und Klassiker des Brett- und Kartenspielmarktes vor Ort auszuprobieren. Daneben sind alle wichtigen Spieleverlage und mehrere Händler mit Ständen vertreten. Spielevereine wie der Deutsche Go-Bund runden das Angebot ab. Seit 2005 ist auch die Spieleautorenzunft mit einem Stand vertreten. Besonders der Kinderspielbereich ist durch die Beteiligung von Münchner Vereinen wie der Spiellandschaft Stadt, der Pädagogischen Aktion spielkultur und weiteren in den letzten Jahren bedeutend gewachsen.
Von 2008 bis 2022 fand die Spielwiesn zusammen mit anderen Messen im MOC Veranstaltungscenter München, unter dem Dach der Freizeitspaß statt, um eine größere Zielgruppe anzusprechen. Die Messe Forscha will Kinder und Jugendliche für technische Berufe begeistern. Von 2008 bis 2013 war auch die Creativmesse unter dem Dach der Freizeitspaß. Sie richtet sich an Bastler und Hobby-Modedesigner und bietet zahlreiche Neuheiten und Gelegenheiten zum Mitmachen und findet seit 2015 in anderem Rahmen statt.
Wesentlich größer sind mit rund 150.000 Besuchern die Internationalen Spieltage in Essen, die allerdings nicht nur Gesellschaftsspiele, sondern auch Computerspiele, Konstruktionsspielzeug und die Comic Action umfassen.